# Ratusz w Angra do Heroísmo
Ratusz w Angra do Heroísmo (port. Paços do Concelho de Angra do Heroísmo) – budynek władz miejskich w portugalskiej miejscowości Angra do Heroísmo. 
Został zbudowany w XIX wieku od podstaw zgodnie z jego przeznaczeniem, zajmując miejsce, w którym kiedyś stały budynki z XV wieku. Ma prosty, prostokątny plan piętra i dość stonowane i regularne linie, z podobnym schematem okien na wszystkich fasadach. Fasady są dwupiętrowe, przy czym pierwsza jest obłożona rozszczepionym kamieniem, podzielona pilastrami o tej samej modynaturze i zakończona pełnym parapetem. Główna fasada ma pięć paneli, centralny zakończony trójkątnym frontonem z herbem i rzeźbiarskim przedstawieniem miasta, jest podzielony trzema portalami z łukami okrągłymi, przeplatanymi oknami z parapetami, na parterze oknami balkonowymi, zakończonymi fryzem i gzymsem. Fasady boczne są podobne i mają ten sam typ okien. Wnętrze z centralną salą, z której prowadzą schody na piętro główne. 
Ściany pokoi pokryte są tkaniną z motywami roślinnymi. Budynek wzorowano na ratuszu z początku XVII wieku, z centralną wieżą, miał strukturę podobną do ratuszy w Ponta Delgada, Praia da Vitória, Ribeira Grande i Vila Franca do Campo. Marmurowa statua kobiety, która wieńczy fronton, reprezentująca miasto Angra, została wzorowana na złotym dzwonie podarowanym gminie przez króla Jana VI.